# Пума (язык)
Пума (пум. पुमा, Pumā) — язык малочисленной народности Пума. Относится к языковой семье Киранти. Распространён на территориях районов Хотанг и Удаяпур зоны Сагарматха республики Непал. Общее число носителей — 4,310 (доклад Центрального бюро статистики, 2001).
В рамках Проекта «Языки Гималаев» были собраны первые данные о грамматике языка Пума. Язык малоизучен и находится под угрозой исчезновения.